# Augustus Keppel (5e comte d'Albemarle)
Pour les articles homonymes, voir Keppel.
Augustus Frederick Keppel, 5e comte d'Albemarle (2 juin 1794 - 15 mars 1851), titré vicomte Bury de 1804 à 1849, est un noble anglais.

## Biographie
Il est nommé enseigne du Grenadier Guards le 7 avril 1811, puis promu lieutenant et capitaine le 12 janvier 1814. En 1815, il est nommé aide de camp de William, prince d'Orange et combat à la bataille de Waterloo.
Le 4 mai 1816, il épouse Frances Steer, mais le couple n'a pas d'enfant. Il siège en tant que député d'Arundel de 1820 à 1826 et est nommé lieutenant-adjoint de Norfolk le 13 mars 1845.
Il succède à son père, William Keppel (4e comte d'Albemarle) en tant que comte d'Albemarle en octobre 1849, mais il est déclaré aliéné en juillet 1849. En conséquence, il n'a jamais siégé à la Chambre des lords. À sa mort, à l'âge de 56 ans, à Chelsea, en 1851, son frère George Keppel (6e comte d'Albemarle) lui succède.